# Phimenes zamenes
Phimenes zamenes är en stekelart som först beskrevs av Vecht 1959.  Phimenes zamenes ingår i släktet Phimenes och familjen Eumenidae. Inga underarter finns listade i Catalogue of Life.